# ジェイムズ・ガスリー (政治家)

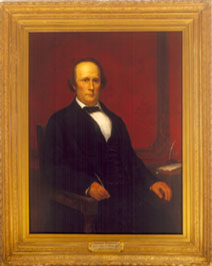
ジェイムズ・ガスリーの肖像画

ジェイムズ・ガスリー（James Guthrie, 1792年12月5日 - 1869年3月3日）は、アメリカ合衆国の実業家、政治家。フランクリン・ピアース大統領の下で第21代アメリカ合衆国財務長官を務めた。

## 青年時代
1792年、ガスリーはケンタッキー州ネルソン郡のバーズタウンで生まれた。ガスリーは法律を学んだ後、1817年に弁護士として認可を受けると、民間の弁護士として活動を開始した。ガスリーは弁護士業の中で民主党の政治家と親交を深め、1820年にケンタッキー州検事となった。ガスリーはその後、ケンタッキー州議会の議員に2度立候補したが、いずれも失敗に終わった。
1827年、ガスリーは州議会議員に3度目の出馬をし、当選を果たした。ガスリーは1827年から1829年まで州議会の下院議員を務め、その後1831年から1840年まで上院議員を務めた。また1835年にガスリーは連邦政府の上院議員に立候補したが、失敗に終わった。
1843年、ガスリーはルイビル医療研究所の社長に就任し、1846年までその座に就いた。1846年には合併新設されたルイビル大学の2代目学長に就任し、1847年までその任を務めた。1849年にはケンタッキー州憲法制定会議のメンバーに選出され、議長を務めた。またガスリーは鉄道事業にも関心を持ち、ルイビル・アンド・ナッシュビル鉄道の社長も務めた。

## 財務長官時代
1853年、ガスリーは前年の大統領選挙で勝利を収めたフランクリン・ピアーズから、財務長官に任命された。
財務長官としてガスリーは、政府事業の急速な成長に対応できるよう、財務省の体制を改めるべきであると主張した。ガスリーは財務省の規則を精査し、公共事業の重要性や経済性を監視できる構造を構築することによって、政府の不要な出費を抑制しようとした。
1853年までに政府の余剰金は大幅に増大していたが、商業銀行は貨幣流通量の減少に困難を強いられた。ガスリーは通貨鋳造に使用する銀の地金を購入し、商業銀行に流通させた。また余剰金を連邦負債の支払いに充当し、財政健全化に努めた。さらにガスリーは、財務省の庁舎を南側に増築することを計画し、建築責任者に陸軍技術長アレクサンダー・ボウマンを登用した。

## 晩年

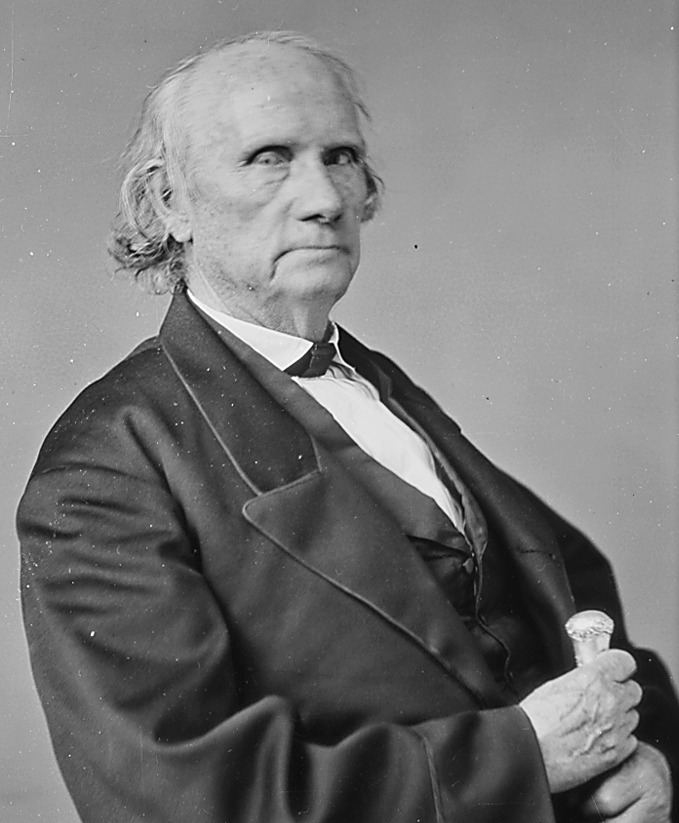
1860-1865

1857年、ガスリーはピアーズ大統領の任期満了に伴い財務長官を退任した。その後ガスリーは1840年代に自身が調査した鉄道事業に興味を向け、ジェームズ・ブキャナンからの財務長官就任要請を断った。
1861年、ガスリーは南北戦争を阻止するための講和会議に参加し、切迫した戦争の危機を回避する手段を議論した。また戦争勃発後もガスリーは南北統一を訴え、鉄道の提供を申し出た。その後ガスリーは1865年にアメリカ合衆国上院議員に選出され、1868年に健康的理由により辞職するまでその任を務めた。
そして1869年、ガスリーはケンタッキー州ルイビルで死去した。ガスリーの遺体はケイヴ・ヒル墓地に埋葬された。